# Nippononaiidae
Nippononaiidae zijn een uitgestorven familie van tweekleppigen uit de orde Trigonioida.